# Rud
Rud (del ruso: Рудь) es un seló del raión de Otrádnaya del krai de Krasnodar, en Rusia. Está situado en la confluencia entre los ríos Griaznuja y Málaya Siniuja, de la cuenca del Kubán por el Labá, 25 km al noroeste de Otrádnaya y 188 km al sureste de Krasnodar, la capital del krai. Tenía 741 habitantes en 2010.
Es cabeza del municipio Rudievskoye, al que pertenecen asimismo Izobilnoye, Novosiniujinskoye y Jorin.

## Historia
En la década de 1870 se fundaron dos jútores a orillas de los ríos Siniuja y Griaznuja, Svinacharka y Razvilka-Jojlovka. En 1922 se unieron estos jútores bajo el nombre Rud, en homenaje al comisario del selsoviet local muerto durante la guerra civil rusa. En 1963 se construyó la nueva escuela y la Casa de Cultura.

## Nacionalidades
De los 1 511 habitantes del municipio Rudievskoye, el 63.7 % era de etnia rusa, el 14 % de etnia armenia, el 10.3 % de etnia chechena, el 2.7 % de etnia ucraniana, el 2.3 % de etnia ávara, el 1.3 % de etnia georgiana, el 1.0 % de etnia abjasa, el 0.6 % de etnia bielorrusa, el 0.5 % de etnia darguina, el 0.5 % de etnia rutul, el 0.5 % de etnia griega, el 0.4 % de etnia tártara, el 0.3 % de etnia azerí, el 0.2 % de etnia cherquesa y el 0.1 de etnia alemana.